# ブルース・アービン
ブルース・アービン（Bruce Irvin 1987年1月11日- ）はジョージア州アトランタ出身のアメリカンフットボール選手。ポジションはディフェンシブエンド。NFLのデトロイト・ライオンズ所属。

## 経歴

### プロ入り前
ジョージア州ストックブリッジの高校に通ったが、コーチの指導を無視して有望なWRにタックルし、チームを追われた。同高校ではわずか3試合の出場にとどまった。その後ストーンマウンテンの高校に転校したが、高校で再びフットボールをすることができないことを初めて知った彼は、その後退学した。この頃、数週間刑務所にも入っている。
バトラーコミュニティカレッジを経て、マウントサンアントニオカレッジに転校、同大学では72タックル、16サック、3ファンブルフォース、1TDをあげた。2010年にウェストバージニア大学に転校、全米2位の14サックをあげて、ビッグ・イースト・カンファレンスのセカンドチーム、スポーツ・イラストレイテッドからは、オールアメリカンに選ばれた。2011年は、シーズン終盤の5試合で6サックをあげた。
2012年のNFLドラフトでは、最も優れたアウトサイドラインバッカー/ディフェンシブエンドの1人と評価された。ドラフトでは1巡15位でシアトル・シーホークスに指名されたが、この指名は批判された。これはウェストバージニア大学の選手としては、2005年のパックマン・ジョーンズ以来の早い指名であった。5月にその年のドラフト1巡指名選手としては一番早く、4年間934万ドル（534万ドルのサインボーナスを含む）で契約を結んだ。

### シアトル・シーホークス（第1期）
2012年第3週のグリーンベイ・パッカーズ戦では2サックをあげた。第5週のカロライナ・パンサーズ戦でも2サック、1ファンブルロースをあげて、開幕から5試合で4.5サックをあげた。この年彼はローテーションで起用され8サックをあげた。
2013年、5月17日、禁止薬物を使用していたことにより、NFLから開幕より4試合の出場停止処分を受けた。7月、ピート・キャロルヘッドコーチは、アービンをアウトサイドラインバッカーにコンバートする考えを示し、彼はマルコム・スミスとアウトサイドラインバッカーのポジションを争った。
2014年、第8週のカロライナ・パンサーズ戦ではキャム・ニュートンを2サックして、13-9の勝利に貢献した。第9週のオークランド・レイダース戦ではインターセプトリターンTDをあげた。第17週のセントルイス・ラムズ戦でも49ヤードのインターセプトリターンTDをあげた。この年、37タックル、6.5サック、1ファンブルフォース、2インターセプトをあげた。ディビジョナルプレーオフでもニュートンをサック、チームは31-17で勝利した。第49回スーパーボウルではニューイングランド・ペイトリオッツのTEロブ・グロンコウスキーを殴り、退場処分を受け、その後1万ドルの罰金を科された。スーパーボウルで退場となったのは、彼が初めてであった。
2015年、5年目の契約オプションがシーホークスから見送られた。

### オークランド・レイダース
2016年3月10日にオークランド・レイダースと契約を結んだ。
ニューオーリンズ・セインツとのシーズン開幕戦ではドリュー・ブリーズをサックするなど活躍を見せ35-34で勝利した。メキシコシティでのヒューストン・テキサンズ戦ではブロック・オズワイラーをサックするなど活躍して27-20で勝利した。第15週のサンディエゴ・チャージャーズではフィリップ・リバースを2度サックし、守備部門の週間MVPに選ばれた。この年は16試合全試合に先発出場し、57タックル(47回はソロタックル)・7サックを記録した。
レイダースはAFC西地区12勝4敗でプレーオフ進出を決め、2017年1月7日のプレーオフ初戦となるテキサンズ戦では、アービン自身初のプレーオフ出場となったが、チームは14-27で敗れた。

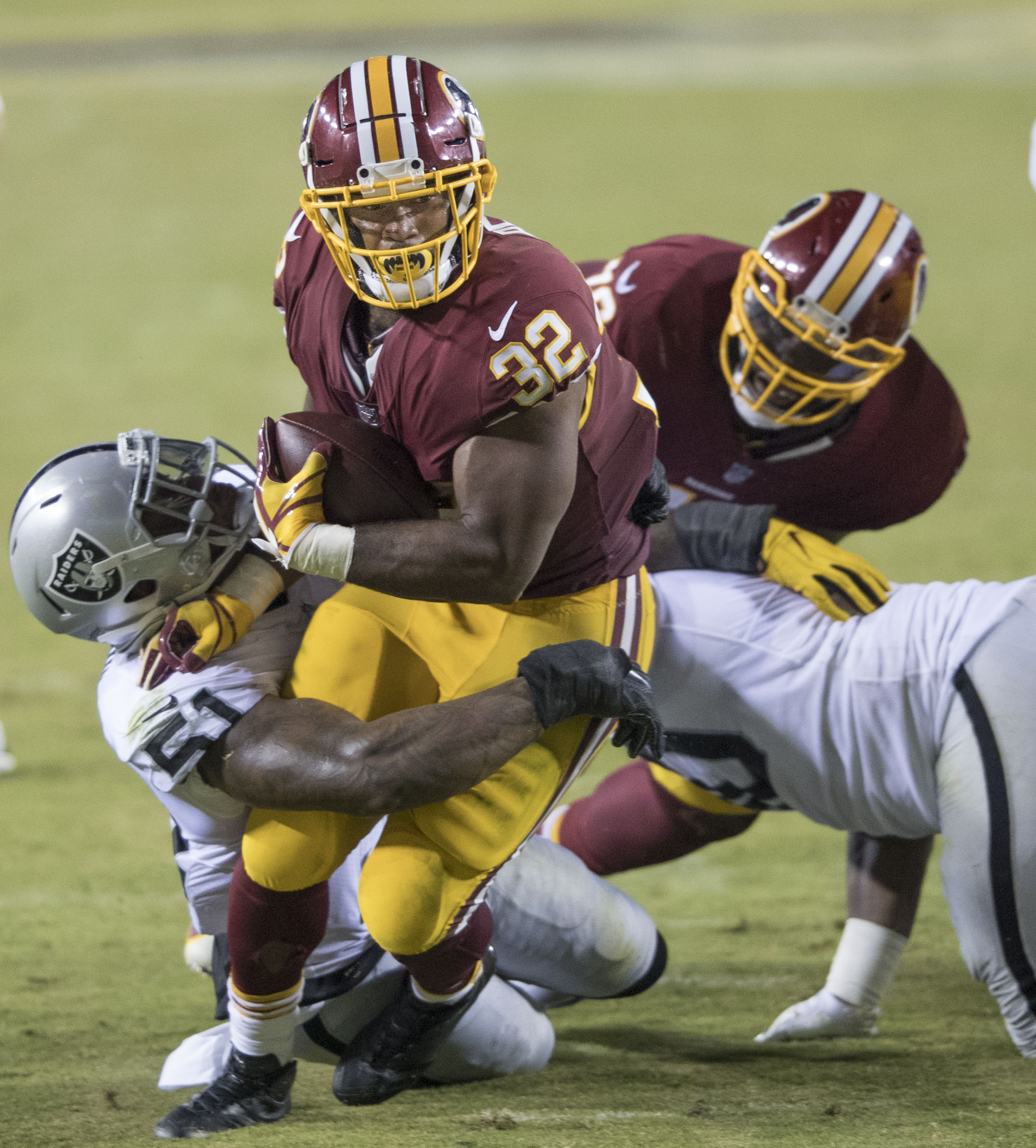
ワシントン・レッドスキンズ 戦にてサマジェ・ペリーンにタックルするアービン

2017年12月3日のニューヨーク・ジャイアンツ戦ではジーノ・スミスに対しサック、8回のタックルを記録し、24-17での勝利に貢献した。第14週のカンザスシティ・チーフス戦では15-26で敗れるものの、アレックス・スミスを2度サックするなど活躍を見せた。このシーズンも16試合に先発出場し、キャリアハイとなる58タックル(38回はソロタックル)、8サックを記録した。
2018年10月7日の ロサンゼルス・チャージャーズ戦ではキャリア40回目のサックを記録した。
しかし11月3日にレイダースからリリースされた。

### アトランタ・ファルコンズ
2018年11月8日にアービンの地元でもあるアトランタ・ファルコンズと1年契約を結んだ。ファルコンズでは8試合に3.5サックと13タックルを記録した。

### カロライナ・パンサーズ
2019年の3月19日、カロライナ・パンサーズと1年契約を結んだ。
13試合に出場し、タックル36回、サック8.5回、ファンブルフォースド1回、セーフティ1回を記録した。

### シアトル・シーホークス（第2期）
2020年3月18日にシアトル・シーホークスと契約合意した。
しかし第2週で前十字靭帯損傷の怪我を負いIR入りした。

### シカゴ・ベアーズ
2021年11月18日にシカゴ・ベアーズと契約し、プラクティス・スクワッド入りし、12月10日にアクティブロースター入りした。

### シアトル・シーホークス（第3期）
2022年10月12日にシーホークスと契約し、プラクティス・スクワッド入りした。11月4日にアクティブ・ロースター入りした。

### デトロイト・ライオンズ
2023年11月14日にデトロイト・ライオンズとプラクティス・スクワッド契約を結んだ。

## 人物
ドラフト指名前には、フットボールIQを不安視された。